# Carlos Veiga
Pour les articles homonymes, voir Veiga.
Carlos Veiga, né le 21 octobre 1949 à Mindelo au Cap-Vert, est un homme d'État cap-verdien, Premier ministre du 26 janvier 1991 au 29 juillet 2000.

## Biographie

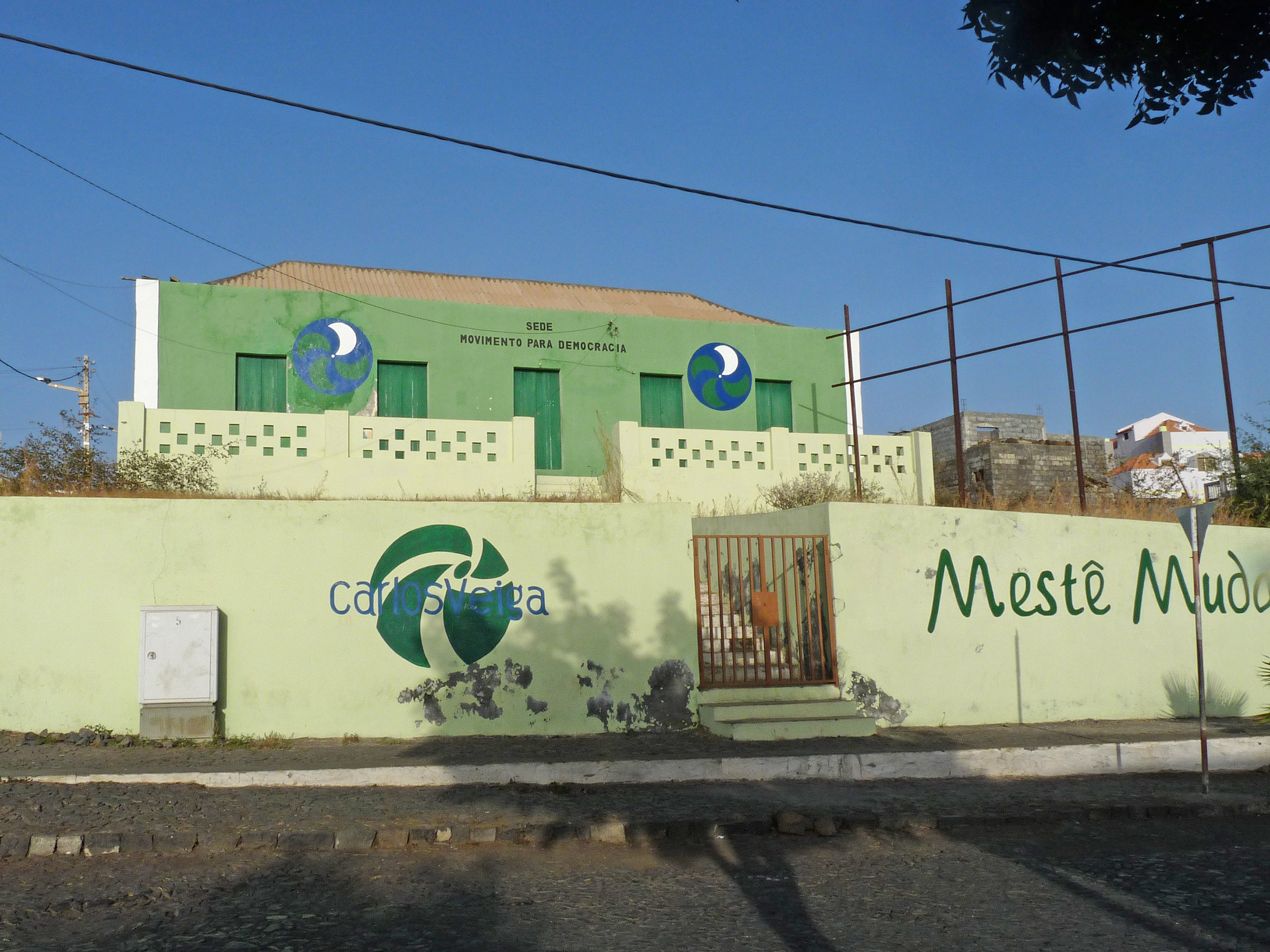
São Filipe : siège du MpD, parti de Carlos Veiga

Fondateur en 1990 et président du Mouvement pour la démocratie (MpD), Carlos Veiga remporte les premières élections législatives pluralistes au Cap-Vert le 13 janvier 1991. Nommé Premier ministre, il dirige un gouvernement intérimaire puis un gouvernement définitif le 4 avril suivant. Reconduit à l'issue des élections du 17 décembre 1995, il demeure chef du gouvernement jusqu'à sa démission le 29 juillet 2000.
Lors de l'élection présidentielle de 2001, il est battu de 17 voix par Pedro Pires, ancien Premier ministre. Aux élections de 2006, ce dernier obtient 51,1 % contre Veiga et entame donc un second mandat. Il est à nouveau battu lors des élections de 2021, obtenant 42% des suffrages.